# Apricapass
Ploché sedlo 1176 m vysokého průsmyku Apricapass (italsky Passo dell’Aprica) je důležitým a starobylým přechodem z údolí Valtellina do údolí Valcamonica v italské provincii Sondrio. Bezprostředně na východ od vrcholu průsmyku se nachází obec Aprica, pojmenovaná podle průsmyku.

## Historie
Protože Valtellina byla zastíněna sousedními oblastmi, byl i průsmyk Apricapass spíše dopravně nevýznamným průsmykem. Na významu získal až poté, co se na konci středověku staly Benátky také kontinentální mocností a přesunuly se na jeho úpatí. Od té doby, zejména v době války, Benátky nemusely používat tyrolské průsmyky, ale své vlastní, které vedly do kantonu Graubünden. Graubündenští tak rozšířili svou moc i do Valtelliny. Již v pozdním středověku byla stará soumarská stezka přeměněna na silnici. Od té doby se doprava přes Apricapass zvýšila a vzkvétala, ale netrvalo to dlouho. S nástupem novověku moc a vliv Benátek neustále upadaly, což se projevilo i na přepravě přes Apricapass, která stále více zkomírala.
V roce 1548 zřídili Francouzi kurýrní službu mezi Churem a Benátkami přes Apricapass, aby bezpečně obešli nepřátelské španělsko-habsburské země. V této době byla také uzavřena smlouva mezi Benátkami a Graubündenem o obnově soumarské stezky přes Apricapass, ale pouze Benátky ji mohly skutečně financovat a postavily silnici ze své strany až k Apricapassu. Pokračováním této silnice však byla stále jen stará soumarská stezka, která se sice také nazývala silnicí a byla alespoň udržovaná. Mezitím však byly upraveny další průsmykové silnice a hlavní část severojižní dopravy se přesunula do průsmyků Gaviapass nebo San Marco. Sousední obce se snažily tomuto politicky motivovanému úpadku zabránit opakovaným rozšiřováním silnice, ale obchod měl o Apricapass malý zájem. Teprve v 18. století se o něj znovu začal projevovat větší zájem, ale už se mu nepodařilo získat dřívější význam. 

## Název
Průsmyk Apricapass se kdysi nazýval Montagna di Camuzone. Kolem kostela svatého Petra, který stále patřil Valtellině, brzy vyrostla malá osada. Hranice však byla sporná, a tak se 25. září 1572 konala schůzka zúčastněných stran, na níž byla přesná hranice vytyčena. V té době se průsmyku Aprica říkalo také „Svatý Petr“, ale také se mu již říkalo „Auriga“ nebo „Abriga“, přičemž tento název pocházel ze severní strany průsmyku, která se nazývala "Zapelli d'Aruriga". Tady vedla cesta přes nebezpečné schody a desky na dlouhém úseku podél skal. Nicméně kolem roku 1600 byl ještě natolik rozvinutý, že se mohli používat i jezdečtí a tažní koně.

## Na cestě do moderní doby
V 70. a 80. letech 20. století se plánovala výstavba dálnice, která by pod průsmykem Apricapass vedla tunelem. Měla spojit v té době rovněž plánované dálnice přes Malojapass a Stelvio s dálnicí přes údolí Valcamonica. Protože žádný z těchto projektů nebyl dosud realizován, nebyl důvod stavět tunel Aprica. Již dříve, na konci 19. století, byl na Apricapassu plánován projekt úzkorozchodné železnice, která měla spojit Tirano, konečnou stanici tehdy ještě budované bernské železnice, přímo s Trentem přes průsmyk Tonalepass. S dalšími úzkorozchodnými železnicemi, které se v té době plánovaly přes Malojapass, Ofenpass a údolí řeky Inn, by ve spojení s Rhétskou dráhou v Graubündenu, která byla rovněž úzkorozchodná, vznikla rozsáhlá a výkonná úzkorozchodná síť, která by jistě dodnes výborně sloužila hospodářským a turistickým zájmům tohoto středního a jinak poměrně odlehlého regionu.
Dnes se v Passo dell'Aprica nachází areál zimních sportů.